# Puchar Norwegii w piłce nożnej (2011)
Puchar Norwegii w piłce nożnej (2011) – 106. edycja rozgrywek, mająca wyłonić zdobywcę Pucharu Norwegii. Zdobywca Pucharu zyska prawo gry w trzeciej rundzie Ligi Europy w sezonie 2011/2012.

## Uczestnicy
W rozgrywkach Pucharu Norwegii 2011 wzięło udział 274 drużyny ze wszystkich poziomów ligowych.
| Tippeligaen 2011 16 drużyn | Adeccoligaen 2011 16 drużyn | Fair Play ligaen 2011 46 drużyn | Fair Play ligaen 2011 46 drużyn | Fair Play ligaen 2011 46 drużyn |
| - Aalesunds FK - FK Haugesund - Fredrikstad FK - IK Start - Lillestrøm SK - Molde FK - Odds BK - Rosenborg BK - Sarpsborg 08 - SK Brann - Sogndal - Stabæk - Strømsgodset IF - Tromsø IL - Viking FK - Vålerenga Fotball | - Alta IF - Asker Fotball - FK Bodø/Glimt - Bryne FK - HamKam - Hønefoss BK - IL Hødd - Kongsvinger IL - Løv-Ham - Mjøndalen IF - Nybergsund IL-Trysil - Randaberg IL - Ranheim - Sandefjord - Sandnes Ulf - Strømmen IF | - Austevoll IK - Brumunddal Fotball - Byåsen IL - Bærum SK - Elverum Fotball - FK Mandalskameratene - FK Mjølner - FK Senja - FK Tønsberg - FK Vidar - FK Ørn-Horten - Flekkerøy IL - Follo FK - Frigg Oslo FK - Førde IL - Harstad IL | - Hasle-Løren IL - IF Fram - IF Skarp - Jevnaker IF - KFUM-Kameratene Oslo - Kjelsås Fotball - Kristiansund BK - Kvik Halden FK - Levanger FK - Lillehammer FK - Lørenskog IF - Moss FK - Nardo FK - Nesodden IF - Nest-Sotra Fotball - Notodden FK | - Pors Grenland - Raufoss IL - SK Herd - SK Vard Haugesund - Skeid Fotball - Steinkjer FK - Strindheim IL - Tiller IL - Tromsdalen UIL - Ullensaker/Kisa IL - Valdres FK - Vindbjart FK - Ålgård FK - Åsane Fotball |

| 3. divisjon 2011 131 drużyn | | | | |
| - Arna-Bjørnar - Askøy FK - Averøykameratene - Alvdal IL - Bergsøy IL - Bossekop UL - Borgen IL - Brattvåg IL - Brodd IL - Buvik IL - Bøler IF - Charlottenlund SK - Djerv 1919 - Drøbak/Frogn IL - Egersund IK - Eid IL - Eidskog Fotball - Eidsvold Turn - Eidsvåg IL - Eik-Tønsberg - Elnesvågen/Omegn - Faaberg IL - Fjellhamar FK - FK Arendal - FK Jerv - FK Kvik - FK Lofoten | - FK Vigør - Fana IL - Fauske/Sprint - Finnsnes IL - Fjøra FK - Flekkefjord FK - Flisbyen BK - Flisa IL - Florø SK - Frøya FK - Funnefoss/Vormsund - Fyllingen Fotball - Gjøvik FF - Grorud IL - Hammerfest FK - Herkules IF - Hinna Fotball - Holmlia SK - Høland IL - IF Birkebeineren - IF Fløya - IL Bjarg - IL Flint - IL Junkeren - IL Jutul - IL Norild | - IL Skade - IL Skarphedin - Innstranden IL - Ishavsbyen FK - KIL/Hemne - Kirkenes IF - Klepp IL - Kolbu/KK - Kolstad IL - Kongsberg IF - Kopervik IL - Korsvoll IL - Landsås FK - Larsnes/Gursken - Larvik Turn - Lille Tøyen FK - Lommedalen IL - Lyngdal IL - Lyngen/Karnes - Midsund IL - Mo IL - Modum FK - Moelven IL - Mosjøen IL - Namsos IL - Nordkjosbotn IL | - Nordstrand IF - Nordre Land IL - NTNUI - Os TF - Oslo City FC - Ottestad IL - Porsanger IL - Re FK - Romsås IL - Rosseland BK - Røa IL - Saga FK - Salangen IF - Sandnessjøen IL - SK Træff - Skarbøvik IF - Skedsmo FK - Skjold IL - Sola FK - Sortland IL - Sotra SK - Sparta/Bragerøen - Sprint-Jeløy - Staal Jørpeland - Stange SK - Stavanger IF | - Stjørdals-Blink - Stord IL - Stranda IL - Stryn Fotball - Stålkameratene - Sunndal Fotball - Surnadal IL - Søgne FK - Tertnes IL - Tollnes BK - Tornado Måløy - Trosvik IF - Tønsberg FK - Ullern IF - Urædd FK - Valestrand Hjellvik - Vardeneset BK - Verdal IL - Vestli IL - Volda TI - Voss FK - Vuku IL - Åkra IL - Årdal FK - Østsiden IL - Øystese Fotball |

| 4. divisjon 2011 64 drużyn | | | | |
| - Askim FK - Avaldsnes IL - Birkenes IL - Dahle IL - Dale IL - Drammen FK - Fagerborg BK - Follebu FL - Frognerparken FK - Frøyland IL - Giv Akt - Gjelleråsen IF - Gran IL | - Grüner IL - Gvarv IL - Hareid IL - IK Gimletroll - IL Eiger - IL Kjapp - IL Norborg - IL Runar - IL Valder - IL Varegg - Hamar IL - Hana IL - Hauger FK | - Hauerseter SK - Havørn Fotball - Heimdal FK - Husøy/Foynland - Kattem IL - Konnerud IL - Malvik IL - Mysen IF - Nordhordland BK - Odda FK - Oldenborg IL - Rakkestad IF - Redalen IL | - Røros IL - Sagene IF - Sandane Turn - Sander IL - SK Baune - SK Falk - SK Rival - SK Rollon - Skjetten SK - Smørås IL - Stathelle/Omegn - Sørumsand IF - Tangmoen IL | - Turn Hovding - Tynset IF - Ulefoss SF - Vadmyra IL - Vaulen IL - Vedavåg Karmøy - Vestfossen IF - Vestsiden-Askøy - Vik IL - Våg FK - Årvoll IF - Åssiden IF |

## Przebieg
Rozgrywki składają się z dziewięciu części:
| Data                           | Runda                         | Liczba drużyn |
| ------------------------------ | ----------------------------- | ------------- |
| 28 marca - 6 kwietnia 2011     | Pierwsza runda kwalifikacyjna | 196           |
| 11 kwietnia - 13 kwietnia 2011 | Druga runda kwalifikacyjna    | 98            |
| 30 kwietnia - 2 maja 2011      | Runda pierwsza                | 128           |
| 11 maja - 12 maja 2011         | Runda druga                   | 64            |
| 25 maja - 26 maja 2011         | Runda trzecia                 | 32            |
| 22 czerwca 2011                | Runda czwarta                 | 16            |
| 13 sierpnia - 14 sierpnia 2011 | Ćwierćfinały                  | 8             |
| 20 września - 22 września 2011 | Półfinały                     | 4             |
| 6 listopada 2011               | Finał                         | 2             |

W rundzie pierwszej do 79 zespołów Tippeligaen, Adeccoligaen oraz Fair Play ligaen dołączyło 49 klubów niższych lig, które przeszły przez dwie rundy kwalifikacyjne.

### Ćwierćfinały
Ćwierćfinały zostały rozegrane w dniach 13 i 14 sierpnia 2011 roku.
| 13 lipca 2011 16:00 | IK Start · Mathisen 70'            | 1:0(0:0) | Alta IF               | Sør Arena, Kristiansand Widzów: 2 707 Sędzia: Dag Vidar Hafsås |
|                     | kartki: · Borgersen 44' · Årst 90' |          | kartki: · 21' Gauseth |                                                                |

| 13 lipca 2011 19:45 | Aalesunds FK · Wangberg 26' (sam.) · Barrantes 56' · Phillips 75' | 3:1(1:1) | Rosenborg BK · 10' Dorsin                             | Color Line Stadion, Ålesund Widzów: 6 828 Sędzia: Tommy Skjerven |
|                     | kartki: · Myklebust 28' · Phillips 36'                            |          | kartki: · 3', 59' Awal-Issah · 52' Dockal · 59' Prica |                                                                  |

| 14 lipca 2011 16:00 | Fredrikstad FK · Borges 15' · Askar 81' · Hussain 117' | 3:2, po dogrywce(1:2) | Molde FK · 41' Eikrem · 45' Angan             | Fredrikstad stadion, Fredrikstad Widzów: 5 265 Sędzia: Kjetil Sælen |
|                     |                                                        |                       | kartki: · 32' Forren · 34' Hoseth · 120' Gatt |                                                                     |

| 14 lipca 2011                            | Viking FK · Skogseid 65'                                                         | 1:1, po dogrywce k. 1:3(0:0) | SK Brann · 74' Haugen                              | Viking Stadion, Stavanger Widzów: 9 086 Sędzia: Kristoffer Helgerud |
|                                          | kartki: · Olsen 40' · Skogseid 62' · Bjarnason 92' · Bertelsen 104' · Nisja 120' |                              | kartki: · 68' Kalvenes · 101' Sævarsson · 109' Ojo |                                                                     |
|                                          |                                                                                  | Rzuty karne                  |                                                    |                                                                     |
| Sigurðsson · Berisha · Nisja · Bertelsen |                                                                                  | Haugen · Ojo · Labukas       |                                                    |                                                                     |

### Półfinały
Półfinały zostaną rozegrane między 21 a 22 września 2011 roku.
| 21 września 2011 20:00 | Fredrikstad FK | 0-20-0 | SK Brann · 71' Guastavino 85' Ojo | Fredrikstad stadion, Fredrikstad |
|                        |                |        |                                   |                                  |

| 22 września 2011 20:00 | Aalesunds FK · 40' Guðmundsson | 1-0 | IK Start | Color Line Stadion, Ålesund |
|                        |                                |     |          |                             |

### Finał
Finał zostanie rozegrany 6 listopada 2011 roku.
| 6 listopada 2011 13:15 | Aalesunds FK · 21' Korcsmar | 1:2Report | SK Brann · 19' Grorud (sam.) 38' Barrantes | Ullevaal Stadium, Oslo |
|                        |                             |           |                                            |                        |